# نورة بنت عبد العزيز بن إبراهيم الحجي
نورة بنت عبدالعزيز بن إبراهيم الحجي، ولدت في عام 1309هـ/ 1891م في بلدة ثرمداء التابعة لإقليم الوشم.

## حياتها
توفي والدها وهي صغيرة وتولت تربيتها عمتها، ونظرًا لنشأتها يتيمة قبلت بالزواج من ابن عمها سعد بن حجي وأسهم زواجها بحصولها على العلم فقد تتلمذت على يديه وحفظت القرآن الكريم ودرست العلوم الشرعية، لكن حياتها الزوجية لم تكن مستقرة وطلَقت من ابن عمها وتوجهت إلى الخرمة حيث يسكن أخوها وأقامت معه، وهناك تزوجت من سليمان الدميجي، وأنجبت له محمد وعمر وفاطمة وعائشة.

## دورها
وفي الخرمة بدأت نورة في ممارسة دورها التعليمي في عام 1347هـ/ 1928م ووهبت ما تملكه من علم لتعليم الفتيات في منزلها الذي أصبح كتّابًا لتعليم الفتيات الصغيرات القراءة والكتابة، والقرآن الكريم، والعلوم الشرعية مثل التوحيد والفقة والحديث، وقد كانت الفتيات حينها يقمن أيضًا ببعض الأعمال المنزلية في الكتّاب وذلك كان يعد جزءًا من النشاط التعليمي لإعدادهن لدور الأم - الزوجة، وقد كانت نورة تقوم بذلك الدور التعليمي تطوعًا لوجه الله لا تأخذ مقابلًا عليه، ونظرًا لإسهامها الكبير في التعليم فقد وصل عدد الفتيات في بدء افتتاح الكتاب لخمسة وأربعين طالبة مما جعلها تستعين ببناتها وعدد من طالباتها النجيبات اللاتي حصلن على قدر من العلم، كما عمدت طالباتها اللاتي ختمن كتاب الله إلى فتح كتاتيب خاصة بهن كان من أبرزهن سارة السبيعي، ولم يقتصر تأثير نورة في التعليم على الفتيات فقط بل امتد إلى البنين حيث سار ابنها محمد إمام وخطيب مسجد الهجرة بالخرمة على خطاها وافتتح بدوره كتّاباً خرّج فيه عددًا من الحافظين لكتاب الله.

## وفاتها
توفيت نورة في عام 1404هـ/1984م عن عمر ناهز الخامسة والتسعين عاماً.

## المصدر
- كتاب نساء شهيرات من نجد، أ.د.دلال بنت مخلد الحربي، دارة الملك عبد العزيز 1419هـ/1998م.